# Adolendana typica
Adolendana typica är en insektsart som beskrevs av William Lucas Distant 1917. Adolendana typica ingår i släktet Adolendana och familjen kilstritar.
Artens utbredningsområde är Seychellerna. Inga underarter finns listade i Catalogue of Life.